# Георги Радев (революционер)
Вижте пояснителната страница за други личности с името Георги Радев.
Георги Николов Радев, известен като Бродалията и Радо, е български революционер, деец на националноосвободителното движение в Македония и Одринско, серски войвода на ВМОРО.

## Биография
Радев е роден в 1857 година в сярското село Горно Броди, тогава в Османската империя, днес Ано Вронду, Гърция. Баща му е овчар и той самият до тридесет и осмата си годишнина се занимава с овчарство. Първоначално е ятак на войводите Георги Зимбилев и Стою Костов. В 1895 година е арестува и затворен и след освобождението си става четник в четата Илия Кърчовалията, с която участва в Четническата акция на Македонския комитет. По-късно е четник при Гоце Делчев. От 1899 до 1905 година е серски войвода. На 4 май 1903 година Георги Радев участва в сражението при село Баница, Сярско, в което е убит Гоце Делчев. През декември 1904 година Георги Радев залавя и екзекутира предателите на Гоце Делчев.
На 5 март 1905 година четата на Георги Радев влиза в Елшан и обгражда гъркоманските лидери, начело с Васил Челебиев (Василиос Целебонис) и при започналата престрелка загива Хараламби Диамандиев (Хараламбос Диамандис) и е ранен Петър Андонов (Петрос Антониу) от Кумли.
В 1908 година по време на Младотурската революция е арестуван и затворен в Сяр.
В 1912 година с четата си подпомага Българската войска. Доброволец е в Македоно-одринското опълчение в четата на Георги Занков и щаб на 5 одринска дружина. Награден е с орден „За храброст“, IV степен. Участва и в Първата световна война. Преселва се в Оряховско със семейството си. След освобождението на Сярско през 1941 година заминава в родния си край. Отбива се в Асеновград, където умира на 15 февруари 1942 година.